# Scathophaga estotilandica
Scathophaga estotilandica är en tvåvingeart som först beskrevs av Camillo Rondani 1863.  Scathophaga estotilandica ingår i släktet Scathophaga och familjen kolvflugor.
Artens utbredningsområde är Labradorhalvön. Inga underarter finns listade i Catalogue of Life.